# Зарудянська сільська рада (Збаразький район)
Зару́дянська сільська́ ра́да — адміністративно-територіальна одиниця та орган місцевого самоврядування у Збаразькому районі Тернопільської області. Адміністративний центр — село Заруддя.

## Загальні відомості
Зарудянська сільська рада утворена в 1940 році.
- Територія ради: 29,12 км²
- Населення ради: 1 548 осіб (станом на 2001 рік)

## Населені пункти
Сільській раді були підпорядковані населені пункти:
- с. Заруддя
- с. Витківці
- с. Олишківці

## Склад ради
Рада складалася з 16 депутатів та голови.
- Голова ради: Бринюк Володимир Степанович
- Секретар ради: Харлак Марія Федорівна

### Керівний склад попередніх скликань
| Прізвище, ім'я, по батькові   | Основні відомості                                                               | Дата обрання | Дата звільнення |
| ----------------------------- | ------------------------------------------------------------------------------- | ------------ | --------------- |
| Осмачко Володимир Миколайович | Сільський голова, 1948 року народження, безпартійний                            | 26.03.2006   | 31.10.2010      |
| Бринюк Володимир Степанович   | Сільський голова, 1948 року народження, освіта середня спеціальна, безпартійний | 31.10.2010   |                 |

Примітка: таблиця складена за даними сайту Верховної Ради України

### Депутати
За результатами місцевих виборів 2010 року депутатами ради стали:

#### За суб'єктами висування
| Суб'єкт висування                                       | Кількість обраних депутатів | %    |
| ------------------------------------------------------- | --------------------------- | ---- |
| Самовисування                                           | 13                          | 81,3 |
| Політична партія Всеукраїнське об'єднання «Батьківщина» | 3                           | 18,8 |

#### За округами
| № округу                                                | Прізвище, ім'я, по батькові  | Дата визнання обраним | Освіта  | Партійна приналежність | Відомості про обраного депутата     |
| ------------------------------------------------------- | ---------------------------- | --------------------- | ------- | ---------------------- | ----------------------------------- |
| Політична партія Всеукраїнське об'єднання «Батьківщина» |                              |                       |         |                        |                                     |
| 4                                                       | Черняк Юрій Степанович       | 01.11.2010            | середня | позапартійний          | Цукровий завод, робітник            |
| 7                                                       | Владика Володимир Михайлович | 01.11.2010            | середня | позапартійний          | ТОВ"Максима", охоронець             |
| 14                                                      | Макух Євгенівна Леонтіївна   | 01.11.2010            | середня | позапартійна           | Збаразька ЦРКЛ, медсестра           |
| Самовисування                                           |                              |                       |         |                        |                                     |
| 1                                                       | Кулька Петро Кузьмович       | 01.11.2010            | середня | позапартійний          | ТзОВ"Сонячне", робітник             |
| 2                                                       | Іванов Петро Федорович       | 01.11.2010            | середня | позапартійний          | ТОВ РОССА, збир.молока              |
| 3                                                       | Харлак Марія Федорівна       | 01.11.2010            | середня | позапартійна           | Сільська рада, секретар             |
| 5                                                       | Плисюк Ольга Дмитрівна       | 01.11.2010            | середня | позапартійна           | Сільська рада, спеціаліст           |
| 6                                                       | Тимчак Ігор Володимирович    | 01.11.2010            | середня | позапартійний          | Санстанція, помічник Лікаря-гігіен. |
| 8                                                       | Гакало Геннадій Васильович   | 01.11.2010            | середня | позапартійний          | Клуб, завідувач                     |
| 9                                                       | Вітик Олександр Васильович   | 01.11.2010            | вища    | позапартійний          | тимчасово не працює                 |
| 10                                                      | Блащишин Ігор Іванович       | 01.11.2010            | середня | позапартійний          | підприємець                         |
| 11                                                      | Постумент Василь Леонідович  | 01.11.2010            | вища    | позапартійний          | Буд.фірма"Кріаторбуд", інженер      |
| 12                                                      | Галенда Лариса Степанівна    | 01.11.2010            | вища    | позапартійна           | Сільська рада, бухгалтер            |
| 13                                                      | Кудринський Петро Дмитрович  | 01.11.2010            | середня | позапартійний          | тимчасово не працює                 |
| 15                                                      | Киричок Василь Васильович    | 01.11.2010            | вища    | позапартійний          | промоутер                           |
| 16                                                      | Павлишин Юлія Володимирівна  | 01.11.2010            | вища    | позапартійна           | ТОВ «Сонячне», економіст            |